# Labeuvrière
Labeuvrière ist eine französische Gemeinde mit 1.651 Einwohnern (Stand: 1. Januar 2022) im Département Pas-de-Calais in der Region Hauts-de-France. Sie gehört zum Arrondissement Béthune, zum Kanton Béthune und zum Gemeindeverband Béthune-Bruay, Artois-Lys Romane.

## Lage
Die Gemeinde Labeuvrière liegt im Nordosten des Artois, etwa fünf Kilometer westlich der Innenstadt von Béthune. Der Fluss Clarence begrenzt die Gemeinde im Nordwesten. Umgeben wird Labeuvrière von den Nachbargemeinden Chocques im Norden, Annezin im Nordosten, Fouquereuil im Osten, Gosnay im Südosten und Süden, Bruay-la-Buissière im Süden und Südwesten sowie Lapugnoy im Westen. Die Autoroute A26 durchquert die Gemeinde.

## Bevölkerungsentwicklung
| Jahr                       | 1962 | 1968 | 1975 | 1982 | 1990 | 1999 | 2006 | 2012 | 2022 |
| -------------------------- | ---- | ---- | ---- | ---- | ---- | ---- | ---- | ---- | ---- |
| Einwohner                  | 2169 | 2067 | 1702 | 1714 | 1702 | 1710 | 1651 | 1695 | 1651 |
| Quellen: Cassini und INSEE |      |      |      |      |      |      |      |      |      |

## Sehenswürdigkeiten
- Kirche Sainte-Christine, seit 1975 Monument historique
- Alte Priorei des Klosters Saint-Vaast, seit 1975 Monument historique, heute Rathaus (Mairie)

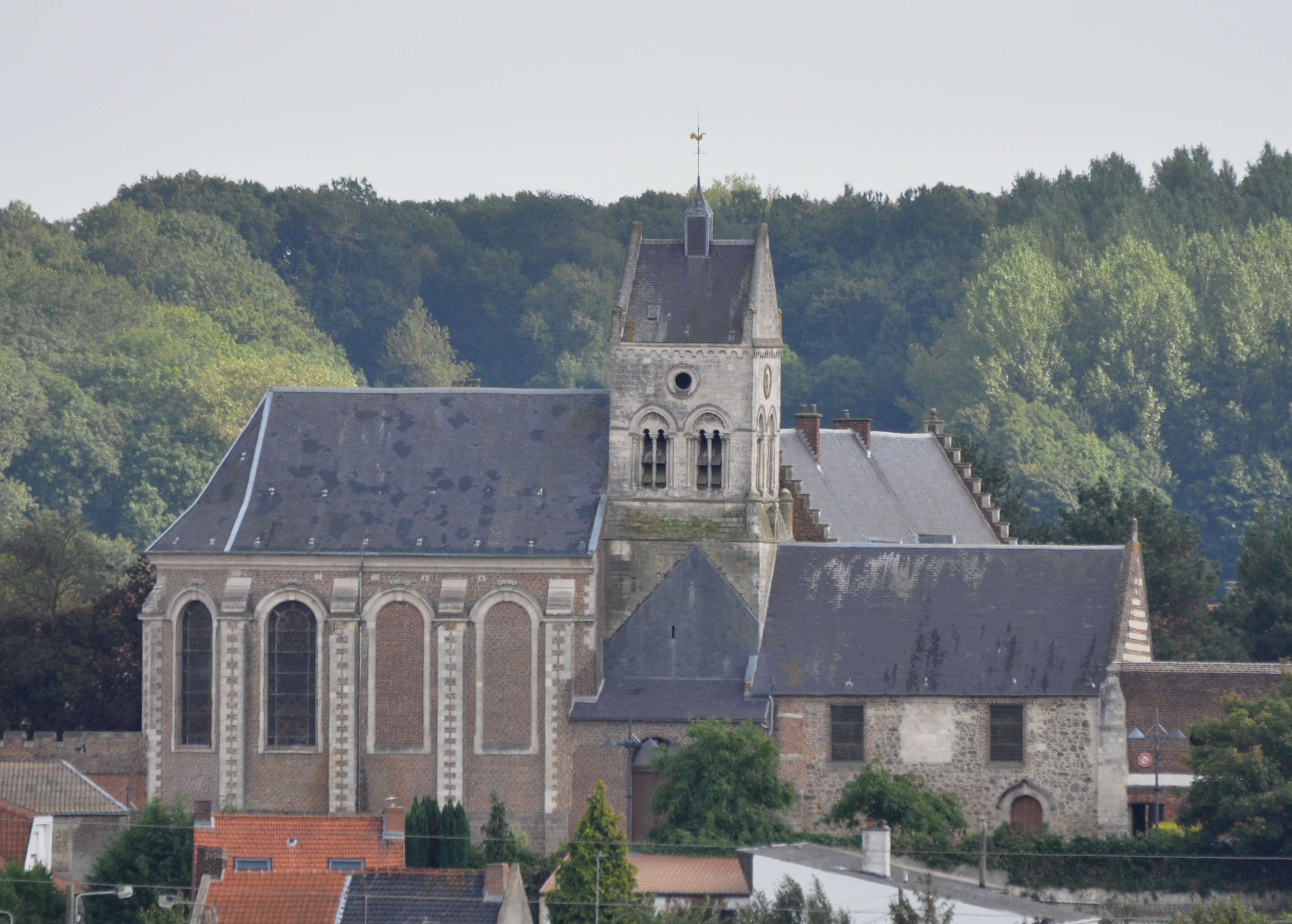
Kirche Sainte-Christine
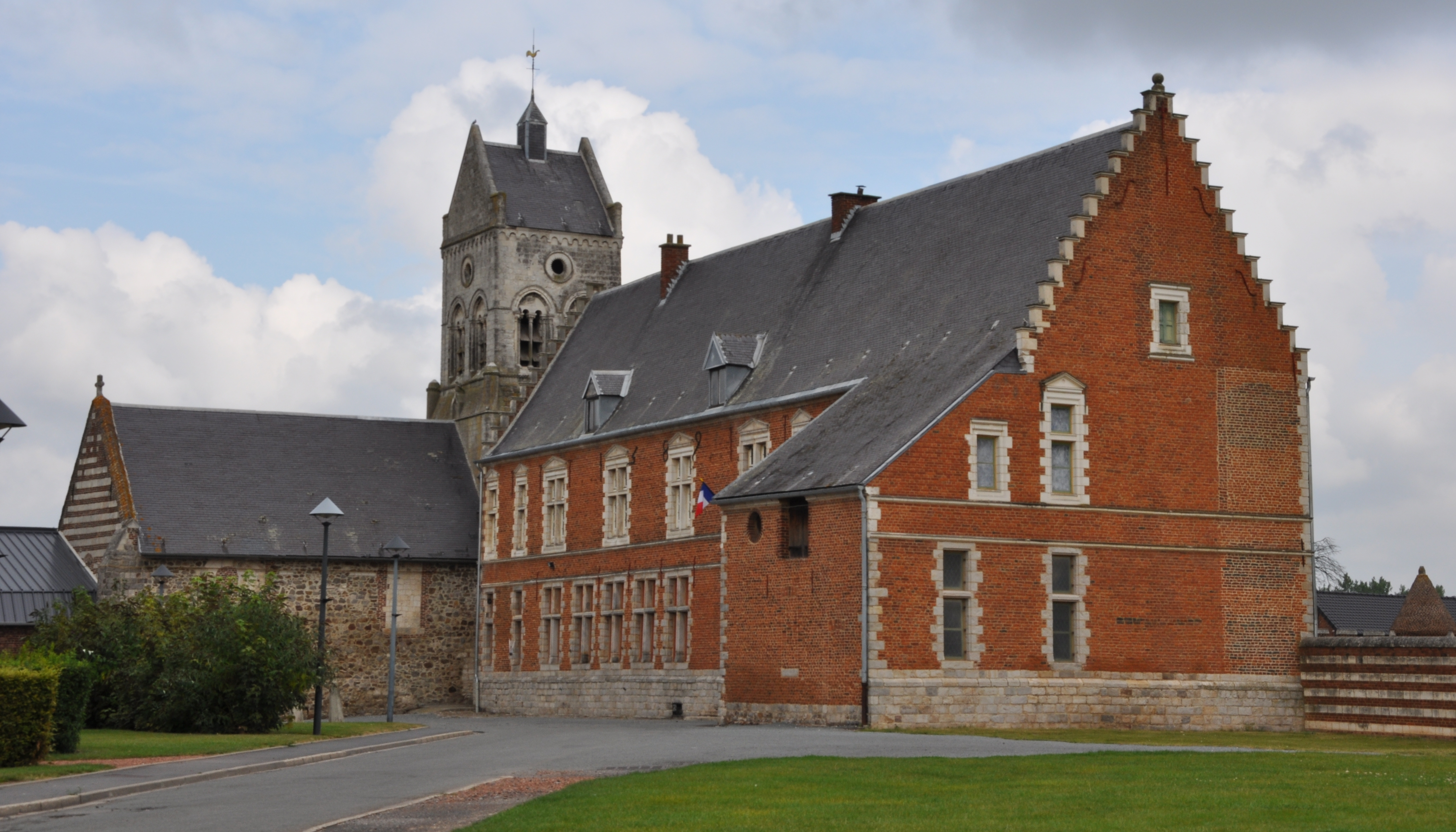
Mairie Labeuvrière in der ehemaligen Priorei
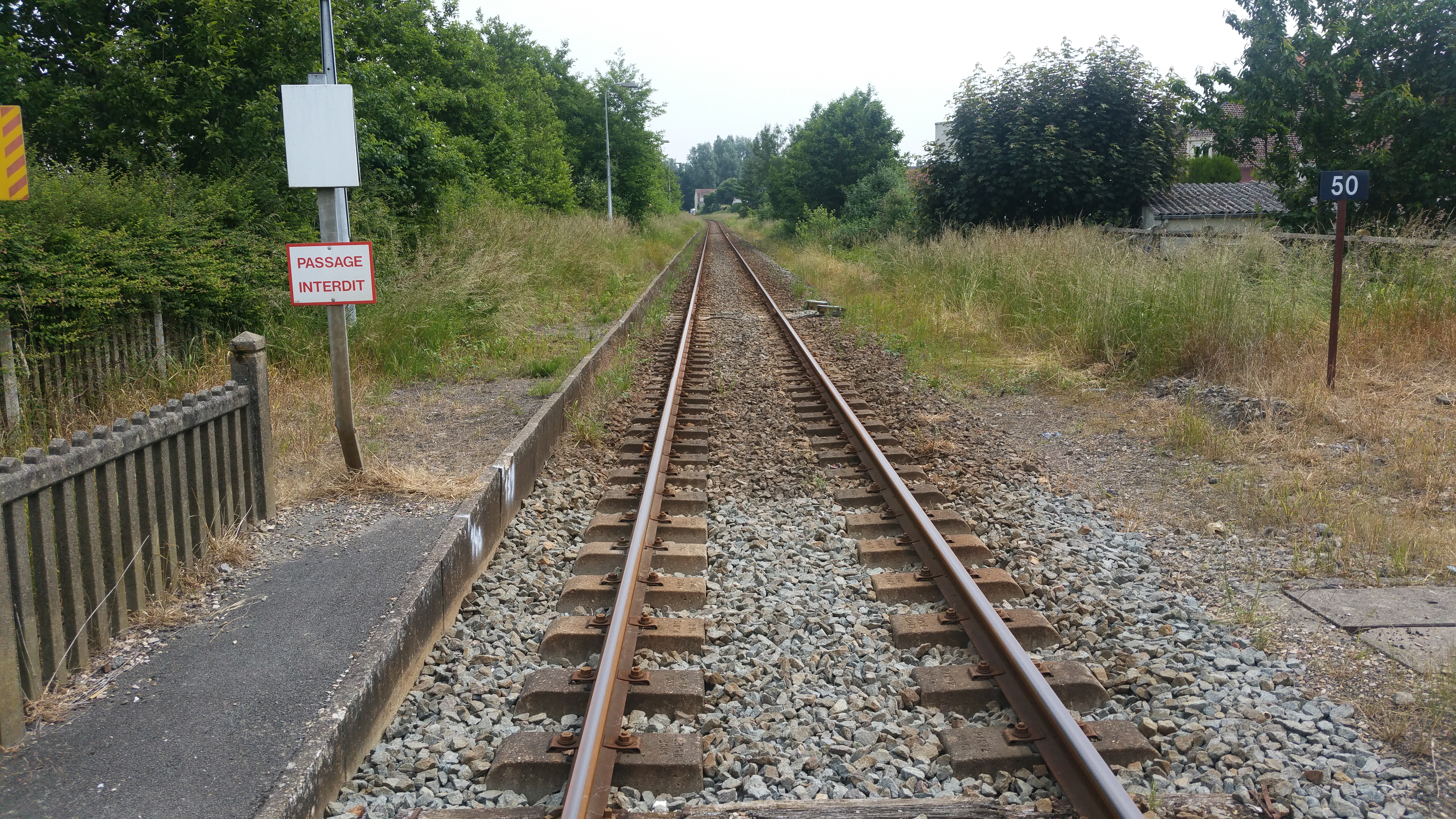
Ehemaliger Bahnhaltepunkt

## Persönlichkeiten
- Jean Vincent (1930–2013), Fußballspieler